# Gitana calitemplade
Gitana calitemplade är en kräftdjursart som beskrevs av J. L. Barnard 1962. Gitana calitemplade ingår i släktet Gitana och familjen Amphilochidae. Inga underarter finns listade i Catalogue of Life.